# Rogério Ribeiro
Rogério Ribeiro (Estremoz, 31 de marzo de 1930-Lisboa, 10 de marzo de 2008) fue un artista plástico portugués.

## Vida profesional
Hizo su formación académica en pintura, en la Escuela Superior de Bellas-Artes de Lisboa, actual Facultad de Bellos-Artes de la Universidad de Lisboa.
Fue socio-fundador de la Gravura – Sociedad Cooperativa de Gravadores Portugueses (1956), donde desarrolló intensa actividad como grabador. Trabajó en cerámica y en tapicería por encomienda de particulares, empresas y organismos oficiales. En 1961 inició su actividad de profesor de Pintura y Tecnología en la Escuela de Artes Decorativas António Arroyo (Lisboa). Primeros trabajos en el ámbito del Design de Equipamiento y Gráfico (1964) y colaboración con varios arquitectos en los estudios de memoria e integración de materiales y trabajos artísticos.
Fue profesor de la ESBAL desde 1970, institución donde, en 1974, coordinó el grupo de trabajo de reestructuración del currículo escolar en el área del Design.
En 1983 fue coautor del proyecto de la Galería de Dibujo del Museo Municipal de Estremoz, con Joaquim Rojo, Armando Alves y José Aurélio, entre otros.
Militó en el Partido Comunista Portugués desde 1975 y de su Comité Céntrico entre 1983 y 1992, fue fundador de la primera Galería Municipal de Arte en Almada y también responsable por el proyecto Casa de la Cerca – Centro de Arte Contemporáneo, uno de los principales polos culturales del municipio de Almada.
Falleció en Lisboa el 10 de marzo de 2008.

## Proyectos
Fue igualmente autor:
- Del proyecto y montaje de la Casa Museo Manuel Ribeiro de Pavia, en Pavia (Mora) (1985);
- Del proyecto museológico de Fortaleza de Peniche (1987).
- Fue autor de una obra sin título sobre la vida mágica de la sementinha (1956)

Dirigió, desde 1988, la Galería Municipal de Arte de Almada y, a partir de 1993 fue director de la Casa de la Cerca — Centro de Arte Contemporáneo, en Almada.

## Azulejería

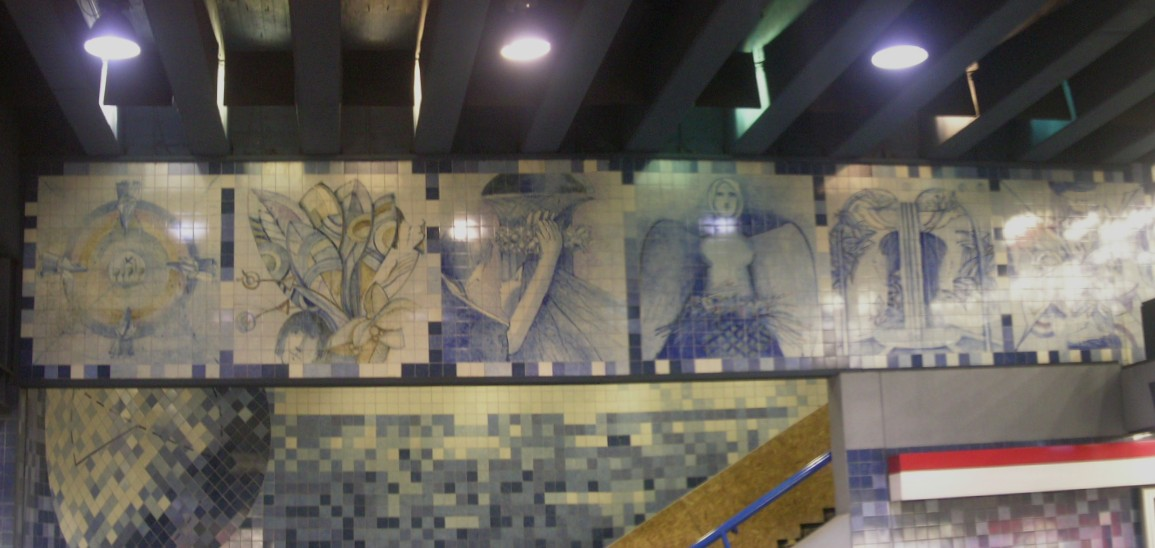
"Azulejos para Santiago".

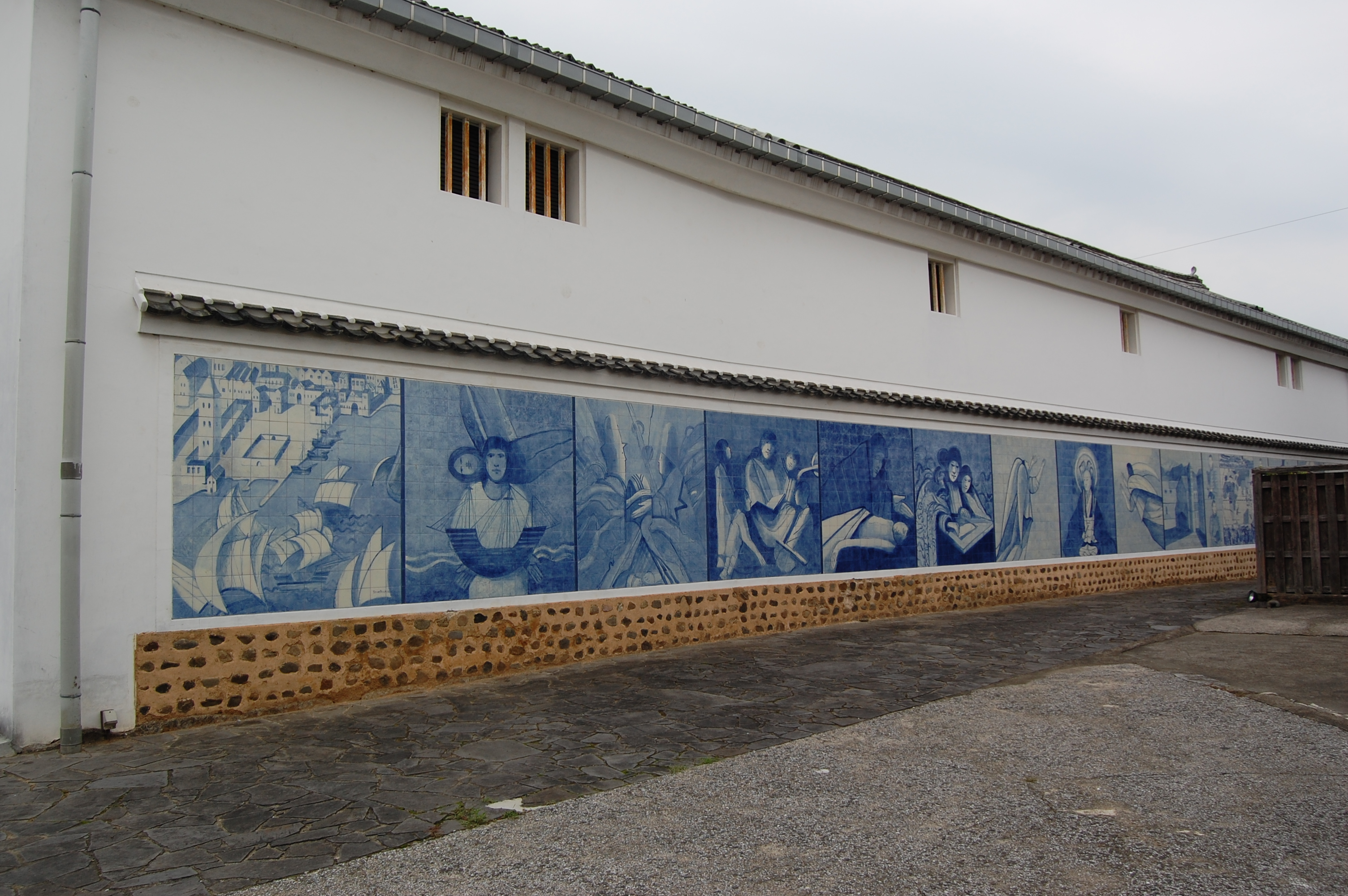
Panel para el Archivo Histórico Municipal de Usuqui

En el dominio de la azulejería ha realizado incontables obras, donde se destacan:
- La estación de metro de la Avenida, en Lisboa (1959);[4]
- El atrio Norte de la estación de metro de los Ángeles, en Lisboa (1982);[5]
- El panel «Azulejos para Santiago» para la estación Santa Lucía del Metro de Santiago (1996);
- El panel «Maestro Andarilho» para el Forum Romeu Correa, en Almada (1997);
- Un panel para la estación de ferrocarriles de Siete Ríos, en Lisboa (1999);
- Un panel para el Archivo Histórico Municipal de Usuqui, en Japón (1999);
- El panel «El Lugar de la Agua», en el Espacio Museológico de la calle del Sembrano, en Beja;
- El «Monumento a la Mujer Alentejana», inaugurado en 8 de marzo de 2008, en el Parque de la Ciudad, en Beja.

## Pintura e ilustración
Correia expuso colectivamente desde 1950 e individualmente desde 1954. En el dominio de la ilustración de libros, una de sus obras más conocidas es a de la ilustración de la edición de gran formato del romance de Manuel Tiago/Álvaro Cunhal «Hasta Mañana Camaradas».
Otras obras literarias que ilustró son:
- Casa de la Malta, de Fernando Enamora (1956);
- Minas de S. Francisco, de Fernando Enamora (1955);
- La vida mágica de la sementinha: una breve historia del trigo, de Alves Redol (1956).

Obras de Rogério Ribeiro pueden ser encontradas en diversas colecciones particulares, instituciones privadas y museos. En 2006 el Municipio de Estremoz, le atribuyó la Medalla de Oro de la Ciudad de Estremoz.